# Atlantlax
Atlantlax (Salmo salar) är en vandrande fiskart, som förökar sig i sötvatten men tillbringar största delen av sitt vuxna liv i havet. Där äter den sig tjock på sill och tobis för att sedan återvända till sitt "hemvatten". Det finns även några sällsynta laxbestånd som lever hela sitt liv i sötvatten, ofta beroende på att människan genom dammbyggen m.m. förhindrar vandringen ut till havet bland annat i Namsenvassdraget i Norge. Dessa stationära laxbestånd består av mycket småväxta laxar, att jämföra med s.k. bäcköring.

## Utseende
Atlantlaxen blir vanligen upp till 1 meter lång och stora exemplar blir 1,50 meter långa och 36 kg tunga. Arten har på ovansidan en blåaktig färg och sidorna är silverfärgade. Ovanför sidolinjen finns mörka fläckar. I ryggfenan förekommer 3 till 4 taggstrålar och 9 till 15 mjukstrålar. Analfenan har 3 till 4 taggstrålar och 7 till 11 mjukstrålar. Hos exemplar som är kortare än 20 cm har stjärtfenan en djup inbuktning och den har 19 taggstrålar.

## Ekologi

### Vandringscykel
Laxen är en havsvandrande fisk (anadrom), med anpassningsförmåga till skiftande salthalter i vattnet. Efter ett till fyra år i havet vandrar den könsmogna laxen tillbaka till sitt födelsevatten för att leka och väger då mellan ett och fyra kg. Lax som återvänder redan efter ett år betecknas "börling" eller "grilse". Resan uppströms vattendragen är strapatsrik, med starka forsar och laxtrappor. Efter leken är laxen utmärglad och utmattad och närmast driver ut till havs igen under vinter och tidig vår. Den utlekta laxen betecknas ofta "besa" eller "vraklax". 
De skotska stammarna av atlantlax företer en delvis annorlunda vandringscykel då olika älvar har olika lekperioder. Skottarna har därmed sportfiske på lax året runt – om än i olika vattendrag.

### Leken och yngelperioden

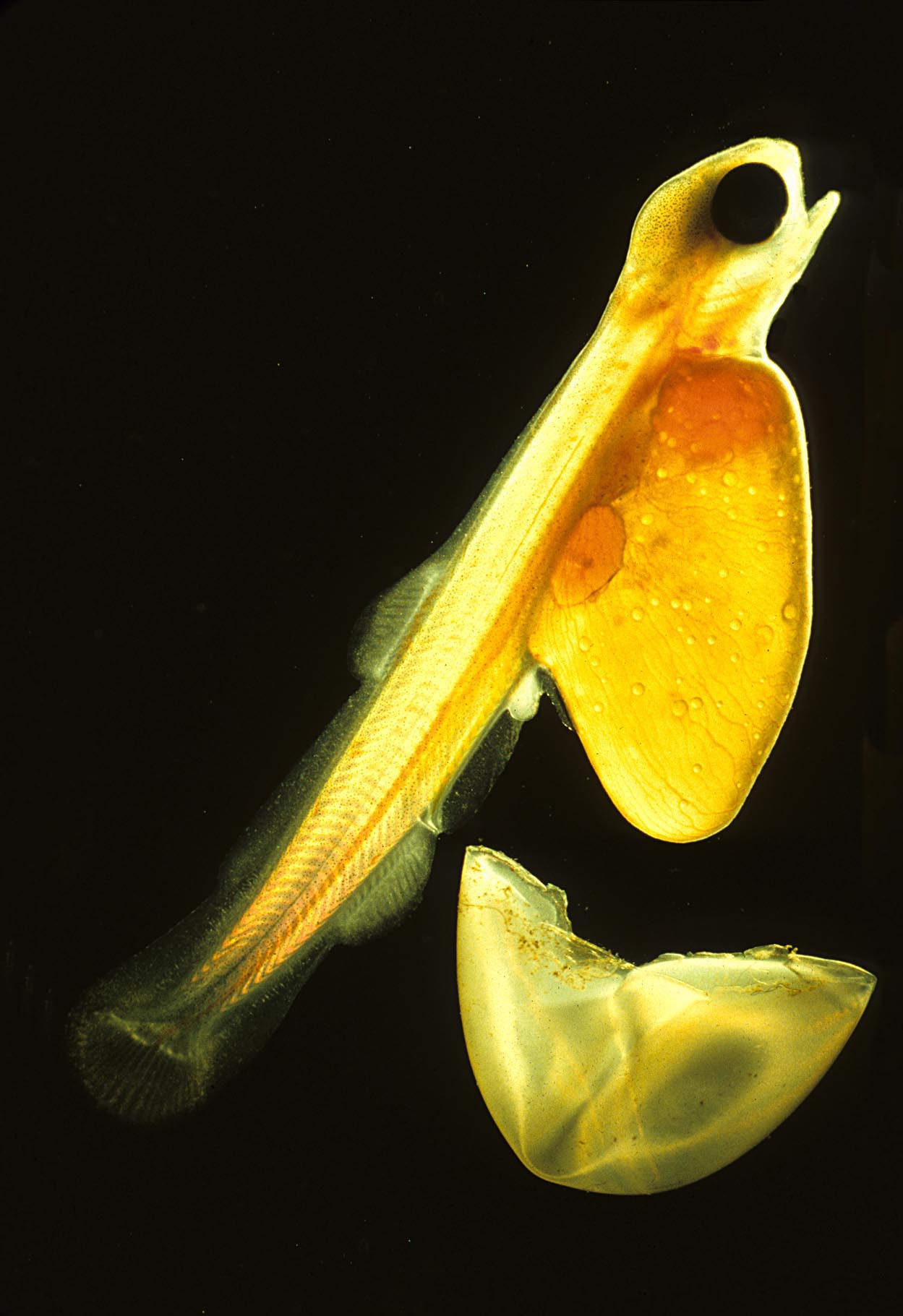
Laxyngel

När de når sina födelsevatten under sommarhalvåret (maj–oktober) antar de lekdräkt: den silverglänsande färgen mörknar till grågrönt eller brunt med röda inslag och slemhinnan utanpå fjällen tjocknar. Hannarnas underkäkar växer och bildar en ansenlig krok, vilken förhindrar honom att stänga käften.
Laxen leker på grunda grusbottnar i strömmande vatten. Ynglen, som kallas stirr, stannar kvar två till fyra år i vattendraget varefter de vid en längd av 15–25 cm betecknas som smolt och vandrar ut i havet. Under utvandringen bleknar smoltens färg, från grönskimrande med vissa röda inslag till silverglänsande med blågröna toner och små svarta fläckar ovan sidlinjen. Väl i havet ökar tillväxten kraftigt.
Till skillnad från flera stillahavslaxar överlever de flesta atlantlaxarna leken, och kan återkomma för ännu en lek. Det är inte belagt hur många gånger en lax kan lyckas med leken och återvända, men tre till fyra gånger torde inte vara alltför ovanligt.
Det är inte säkert att de laxar som återvänder för andra gången är avsevärt tyngre än de var första gången. De riktigt tunga laxarna kan ha stannat i havet och ätit, och alltså hoppat över leken. Man antar att leken tar så mycket på krafterna att en rejäl viktökning inte är att räkna med under kommande år i havet. De största laxarna behöver alltså inte vara de äldsta, så som hos de flesta andra arter.

### Föda
Laxen tillbringar större delen av sitt liv relativt ytligt, på djup mellan 5 och 15 meter, men den gör många men kortvariga djupdykningar när den söker föda, inte sällan ned till 50 meter och ibland ända ned till 200 meter. Den vuxna laxens huvudföda utgörs av större kräftdjur och småfisk medan ynglen livnär sig av larver och kräftdjur. Under lekvandringen uppströms äter laxen vanligtvis inget.

## Utbredning

### Den atlantiska populationen

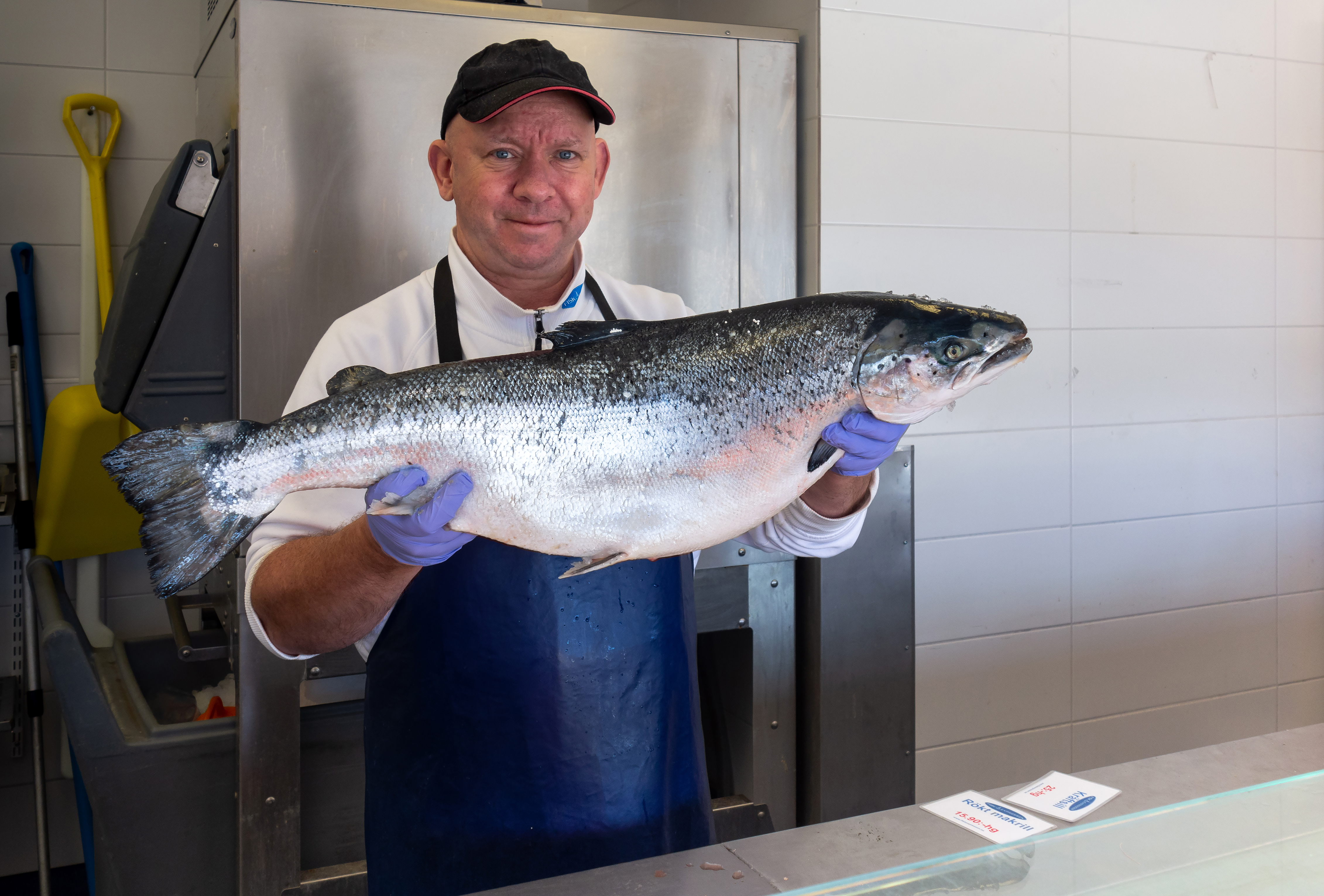
En fiskhandlare i Lysekil visar upp en norsk odlad lax. Detta är alltså inte en atlantlax, utan faktum är att den norske odlade lax faktiskt minskar den vilda atlantlax populationen!

Den atlantiska laxen vandrar mellan matförråden i Atlanten och leklokaler i strömmande sötvattensflöden. 
De stora laxarna återvänder till lekvattenområdena något tidigare än de så kallade börlingarna. Medan en börling har normalvikt mellan 1,5 och 3,0 kg, har de tidiga laxarna vikter mellan 4 och 12 kg. Laxar över 20 kg förekommer. Laxarna tenderar att väga något mera i det nordliga utbredningsområdet än i det södra. På Kolahalvön och i Nordnorge förekommer vikter över 25 kg.
Atlantlaxens kött är närmast rött i rått skick och ljust rosa i kokt. Det är denna färg som skapat uttrycket laxrosa, vilket beror på innehållet av färgämnet astaxantin.
I Sverige återfinns atlantlaxens lekvatten i huvudsak i de halländska åarna. I Bohuslän, Västra Götaland och nordvästra Skåne finns andra viktiga lekområden. Atlantlaxen passerar aldrig Öresund. Atlantlax finns naturligt runt hela norra Atlanten, men har blivit alltmer tillbakaträngd i hela sitt utbredningsområde. I Sverige har den alltid varit en raritet, exklusivt levererad från Halland.

### Den baltiska populationen
Den baltiska laxen återfinns i Östersjön, för Sveriges del på ost- och sydkusten, med lekvatten i de norrländska älvarna och i Blekinges åar. Den baltiska laxen kan troligen även leka på grunda, strömsatta grusbankar i östra Östersjön och i Finska viken. Av brist på kräftdjur i bräckvattnet i Östersjön föder sig laxen där främst på strömming och småfisk. Köttet är därför vitt till blekgult.
I Finland finns egna laxpopulationer i Torne och Simo älvar.
Vänerlaxen företer ett likartat livsmönster som den baltiska stammen, och vandrar alltså inte ut i västerhavet. Den baltiska laxen tenderar att väga något mer än den atlantiska, och vikter omkring 25 kg är inte helt ovanliga. Skillnaden i vikt mellan västlig och ostlig lax är emellertid avsevärt mindre än viktskillnaden mellan västlig och ostlig havsöring.

### Introducerade populationer
Arten blev införd i Nya Zeeland, Australien, Chile och södra Argentina.

## I Sverige
I svenska vatten finns förenklat sett två olika bestånd av lax: den egentliga atlantlaxen och den baltiska laxen. Den senare anses vara en avsnörd del av en ursprunglig atlantlevande stam. En senare avsnörning har skett i Vänern, där en tredje undergrupp – "vänerlax", eller ibland något felaktigt "gullspångslax" – finns. Varje laxförande vattendrag bär dessutom sin egen genotyp, vilken på spontanbasis låter sig blandas endast marginellt med genmaterial från andra vattendrag.
Vattenkraftverk utgör ett vandringshinder för vandrande fiskarter. Även om vattenkraftverk kan ha fisktrappor så är dessa ofta mycket ineffektiva där de mest effektiva låter upp till 90% passera. Om det finns flera trappor på älvsträckan så stannar 10% kvar vid varje trappa och antalet laxar som når sina lekområden blir begränsat. Det finns andra sätt att säkerställa att laxarna kommer till sina lekområden. Ett sätt är att fånga in lekande lax vid älvmynningen och transportera dem med tankbil upp till dess lekområden. Detta har i Klarälven visat sig vara ett mycket effektivt sätt att säkra bestånden av lekande lax.
Dock finns det inte alltid säkrade nergångar utan fisken får åka turbinvägen och få tryckskador som kan leda till att de dör.

### Fiske och ekonomi
Tidigare skattades atlantlaxen hårt med långrevs- och drivgarnsfiske i tillväxtområdena till havs, men detta fiske har varit stoppat sedan slutet av 1970-talet. Även i åarna bedrevs tidigare ett hårt fiske. Nät och fällor kunde helt spärra av fiskens väg. Den enda begränsningen var att fiske endast tilläts om vardagar – en begränsning av ringa betydelse. Fiske med nät och fällor i vattendragen förbjöds redan under tidigt 1900-tal.
Längs Sveriges västkust bedrivs idag visst fiske med så kallade pålade bottengarn, en fiskemetod med anor från medeltiden. Detta var starkt kopplat till markägarnas fiskerätter ända till 1951 då svenska staten löste in denna av fiskerättsägarna (oftast bönder) och fisket blev fritt. Under ett par decennier var detta en blomstrande näring på hallandskusten, men under 1970-talet minskade fångsterna, småskaligheten gav konkurrensnackdelar gentemot andra fiskeformer och fisket minskade drastiskt. Idag finns bara en spillra kvar av kustfisket efter lax och kan inte anses vara ett hot mot artens fortbestånd. 2006 fångades 600 kg av yrkesfiskare längs hallandskusten, medan sportfiskare i de halländska åarna tillsammans drog upp 6,5 ton .
Såväl vänerlaxen som den baltiska laxen har varit av utomordentligt stor ekonomisk betydelse. Bestånden har skattats hårt av fiske såväl till havs som i vattendragen. Även detta fiske har reglerats på senare tid. Vänerlaxen är idag, liksom atlantlaxen, snarare av symbolisk betydelse än kommersiell, och den är föremål för intensiv vetenskaplig bevakning. Den baltiska laxen är av större kommersiellt intresse, men liksom de övriga har konkurrensen med odlad lax, främst från Norge, påverkat priser och efterfrågan starkt negativt. De söt- och bräckvattenlevande laxstammarna är dessutom väldigt bleka i köttet, vilket visat sig negativt för konsumtionsvärdet.

### Fiskevård
Laxen har under 1900-talet levt i hård kamp mot fiske och miljöförstöring. Redan på 1920-talet bedömdes exempelvis halländska Nissans laxbestånd som utrotat. Restaurering av lekvattenområden, utsläppskontroll, kalkningsprojekt och laxtrappor vid kraftverken har hjälpt bestånden avsevärt. Med hjälp av utsättning av smolt från de närbelägna åarna Lagan och Ätran har ett självreproducerande bestånd åter etablerats i Nissan. Ätranlaxen är den enda svenska atlantlax som under hela 1900-talet kunnat bibehållas helt utan artificiell inblandning av genmaterial från andra bestånd. Utsättning av smolt markeras ofta genom att man skär bort fettfenan på fiskarna. På så vis kan man kontrollera reproduktionskraften mellan naturliga och utplanterade fiskar. I Vänern sker detta regelmässigt. Även andra typer av märkning av utplanterad lax förekommer.
Danmark drev under 1990-talet ett försök att plantera ut smolt i sydvästra Östersjön. Dessa laxar var avsedda att ersätta det uttag fiskenäringen, yrkes- och sportfiske, i området stod för. Viss förhoppning fanns även att projektet skulle kunna bli kommersiellt bärkraftigt. Fisken man satte ut var en korsning mellan havsöring och den baltiska laxen. Emellertid visade sig projektet problematiskt på flera punkter: reproduktion av utplanterad lax kunde inte befästas. Samtidigt förirrade sig laxarna till lekområden långt från utplanteringsorten, vilka inte lämpade sig för lek. De halländska åarna drabbades av en veritabel anstormning av denna främmande laxart vilken riskerade att påverka den så värdefulla genbanken i Ätran. Projektet följdes upp mycket noga, såväl från danskt som svenskt håll och stoppades. Skadorna på atlantlaxen bedömdes som ringa.
Bestånden av svensk atlantlax är ytterst noga övervakade av myndigheter och forskare, och anses biologiskt mycket värdefulla. Trots detta är bestånden inte stabila. Antalet lekande laxar varierar kraftigt från år till år. Stora bestånd, vilka skapar viss trängsel i lekområdena, har visat sig extra sårbara för en dödlig parasit (Gyrodactylus), vilket medför att populationstätheten går i vågor.  Detta tillsammans med ett osäkert liv i tillväxtområdena till havs, där övervakning och kunskap varit närmast obefintlig, gör att laxen behöver ständiga stödåtgärder. Kraftbolagen bekostar årliga utsättningar av smolt för att kompensera för bortfall på grund av kraftverksdammar. Kraftverksdammarna utgör vandringshinder för den lekmogna laxen. Hindret gör att dessa laxar inte kan nå viktiga reproduktionsområden varför kompensationsutsättningar av odlad fisk krävs. Kompensationsutsättningarna är att betrakta som konstgjord andning då bestånden oftast utrotas eller kraftigt försvagas om utsättningarna upphör. 
För den baltiska laxens vidkommanden har fiskevårdsåtgärder visat sig ytterst fruktbara. Kvoterna för yrkesmässigt fiske har satts efter förväntad mängd smolt efter lek i de norrländska älvarna. Kalixälven får tjäna som exempel: 1989 inräknades 50 000 smolt i älven samtidigt som älvens maximala produktion av smolt uppskattades till 125 000 stycken. 2005 inräknades 825 000 smolt, d.v.s. avsevärt över tidigare bedömt maximum. Detta har lett till att diskussion om utvidgade fiskekvoter på lax i Östersjön tagit fart.

## Laxlus
Laxlus (Lepeoptheirus salmonis) finns naturligt i alla havsområden på det norra halvklotet och är den vanligaste parasiten hos lax. Laxlus är en välfärdssjukdom för lax och påverkar inte matsäkerheten. I Norge, som har såväl viktiga vildlaxstammar och även en omfattande havsbruksnäring. Havsbruk innebär att antalet fiskar i havet ökar, därmed ökar också antalet värdar för laxlus. Branschen tar lusproblematiken på största allvar och har som mål att hålla låga nivåer av laxlus i anläggningarna. Nivåerna kontrolleras minst var fjortonde dag. All data rapporteras till norska livsmedelsverket (Mattilsynet) och finns tillgänglig på lusedata.no.

## Odling av lax och lax i konsumentled
Lax är en mycket populär matfisk och då den bland annat innehåller omega-3 så anses den vara nyttig. Dock saluförs en mängd andra fiskarter som lax, fiskar som har andra sammansättningar av omega-3, med annan konsistens och ibland även smak, som exempelvis:
- Puckellax eller pinklax (Oncorhynchus gorbuscha)
- Chum, hundlax eller chumlax (Oncorhyncus keta)
- Regnbåge (Oncorhyncus mykiss)
- Öring (Salmo trutta)

Ofta kallas arterna i släktet Oncorhynchus för stillahavslax vilket alltså inte är en art, utan ett släktnamn. Beroende på när fisken fångas så är kvaliteten på arter ur detta släkte mycket ojämn och i vissa stadier anses den i princip vara oätlig.
Odling av atlantlax, främst i Norge, Skottland och på Färöarna, har gett upphov till en ny blomstrande näring. Odling i industriell skala har emellertid samtidigt skapat en rad ekologiska problem. De odlade laxarna är genetiskt manipulerade för att passa sitt syfte. När dessa laxar smitit ur odlingarna har de åsamkat irreparabla skador på laxförande vattendrag. Odlingarna har även överfört parasiter och sjukdomar till den vilda laxen. Giftbehandling av nätkassarna för att motverka påväxt och inblandning av antibiotikaliknande preparat i odlingsfiskens föda bär ytterligare komplikationer.
Laxen i Norge föds upp med pellets där fiskmjöl och fiskolja är laxfodrets viktigaste ingredienser. Det är marina råvaror som tillverkas av fiskrens och industrifisk, alltså sådant som inte används till livsmedel. Endast 30 % av fodrets innehåll är marint. Resten är vegetabiliskt och man strävar efter att det ska reduceras ytterligare – dock måste halterna avvägas noga då det även påverkar Omega-3-halten i laxen. Den norska odlingsnäringen använder inte fiskmjöl eller fiskolja från fisk som står med på Internationella naturvårdsunionens (IUCN) lista över hotade arter. Runt 90 procent av den vildfångade fisk som används i fiskmjöl och fiskolja i Norge kommer från reglerat fiske. De vanligaste arterna är sill, kolmule, lodda, skarpsill och anchoveta, även om sill bara används när fångsten är större än efterfrågan från marknaden. Från södra halvklotet används i huvudsak anchoveta. Trots den norska fiskodlingens kraftiga tillväxt använder inte näringen mer vildfångad fisk än tidigare, utan har kunnat byta ut delar av de marina råvarorna mot vegetabiliska ingredienser.

### Gifter i odlad lax
Odlad lax är säker och hälsosam mat. En översyn från Livsmedelsverket 2014 av halter och intag av dioxiner och PCB från odlad lax visar att både barn och vuxna kan äta odlad lax flera gånger per vecka utan att nå upp i de nivåer som anses ohälsosamma. Både i Livsmedelsverkets restsubstanskontroll av livsmedelsproducerande djur (inklusive fisk), samt i deras kontroll av miljögifter i olika livsmedel visar analyser att halterna av miljögifter, bekämpningsmedel och läkemedelsrester är låga i odlad lax. Även det oberoende test- och researchföretaget Testfakta gjorde under 2016 laboratorietester på åtta sorters kallrökt lax, där råvaran i samtliga bestod av norsk odlad lax. I testerna uppmättes inga halter av varken endosulfaner eller antibiotika.
Under 2017 kom ett larm om höga halter av ämnet Etoxikin i norsk odlad lax. Etoxikin är en tillsats som används i fiskfoder för att fettet i fodret inte ska oxidera. Om fettet i fiskmjölet oxiderar kan det börja brinna eller explodera när det transporteras. Därför kräver internationella sjöfartsorganisationen (IMO) att ämnet används. Mattillsynet (det norska Livsmedelsverket) och olika forskare har analyserat odlad lax och hittat varierande halter av etoxikin. Även WHO anser att halterna ligger under de nivåer som bedömts innebära en hälsorisk. EU planerar att fasa ut etoxikin som tillsats innan sommaren 2020. När etoxikin inte längre blir tillåtet att använda blir gränsvärdet för fisk per automatik noll.

## Hot
Beståndet påverkas av intensivt fiske, av byggnadsverk i floderna som förhindrar vandringar, av vattenföroreningar och av introducerade konkurrenter som puckellax. Enligt uppskattningar minskade hela populationen med 20 till 25 procent under de tre senaste generationerna (räknad från 2022). IUCN listar arten som nära hotad (NT).